# Synnaos Theos
Synnaos Theos (altgriechisch σύνναος θεός sýnnaos theós) war während der hellenistischen Zeit der Gott, der den Tempel (Naos) einer Gottheit mit dieser teilte. Der Synnaos Theos konnte sowohl ein Gott als auch eine vergöttlichte Person sein.
Das Wohnen eines Sterblichen bei einem Gott wurde bereits von Homer beschrieben. Die hinter Synnaos Theos stehende Vorstellung manifestierte sich im frühen Herrscherkult in anderen Begriffen. Arsinoë II. und Ptolemaios II. wurden im Kult der Geschwister-Götter als adelphoi theoi verehrt. Demetrios I. Poliorketes empfing Ehrungen als Gast (xénos) im Athene-Tempel in Athen. Der erste eigentliche Nachweis stammt von einer Inschrift für Attalos III. Philometor Euergetes. Das Dekret der Stadt Pergamon bestimmt darin, dass der König als Synnaos in den Tempel des Asklepios eingeführt wird. Eine fünf Ellen große Kultstatue (Agalma) soll „auf Kriegsbeute im Tempel des Soter Asklepios stehen, damit er Synnaos des Gottes sei“. Die Inschrift wird auf ca. 138–133 v. Chr. datiert.
Synnaos Theos wird häufig für Gruppen von traditionellen Gottheiten verwendet, zum Beispiel für Isis und Serapis. In Ägypten wird er auch für andere Göttergruppen benutzt. Literarisch taucht der Begriff erstmals bei Strabon und Cicero auf. Cicero verwendet den Ausdruck auf Lateinisch in seinen spöttischen Kommentaren gegenüber Cäsar, der nach göttlichen Ehren gestrebt hat.